# Anton Scheibmaier
Anton Scheibmaier (* 22. März 1818 in München, Königreich Bayern; † 7. Dezember 1893 in München) war ein deutscher Maler und Pädagoge.

## Leben
Er wurde als Sohn eines Akademiedieners in München geboren. Dort besuchte er zunächst die Gewerbeschule und das Polytechnikum und wurde dann als Hauslehrer für die Kinder des Mediävisten Hans Ferdinand Maßmann angestellt, der zu den Pionieren der Turnbewegung zählte und noch vom „Turnvater“ Friedrich Ludwig Jahn unterwiesen worden war. Obwohl so bereits in die Bewegung eingeführt, studierte Scheibmaier, der zuvor bereits von Joseph Anton Rhomberg im Freihandzeichnen unterwiesen worden war, an der Königlichen Akademie der Bildenden Künste Malerei. Dies geschah mit solch einem Erfolg, dass ihn sein Lehrer Julius Schnorr von Carolsfeld von 1845 bis 1848 für die Wandmalereien der Münchner Residenz beschäftigte. 1848 gab er die Malerei auf und wurde als Turnlehrer in der Öffentlichen Turnanstalt in München eingestellt, deren Leitung er zwei Jahre später übernahm und bis 1891 innehatte. Sein Verdienst bestand darin, dass ihm die Verstetigung des zuvor vorwiegend auf die Sommermonate beschränkten Turnunterrichts gelang, wofür feste Räumlichkeiten und eine sichere Finanzierung notwendig waren.